# Stephen Sondheim
Stephen Joshua Sondheim (Nova Iorque, 22 de março de 1930 – Roxbury, 26 de novembro de 2021) foi um compositor e letrista estadunidense, descrito por Frank Rich no The New York Times como "o maior e talvez o mais conhecido artista do teatro musical americano", foi uma das poucas pessoas a ganhar um Academy Award, vários Tony Awards (seis, mais do que qualquer outro compositor), inúmeros Grammy Awards, um Prémio Pulitzer de Teatro, e sem esquecer o Oscar de melhor canção original por Sooner Or Later da cantora Madonna para o seu álbum I'm Breathless. Suas obras mais famosas (como compositor/letrista) incluem A Funny Thing Happened on the Way to the Forum, Company, A Little Night Music, Follies, Sweeney Todd, Into the Woods, Send in the Clowns e Sunday in the Park with George, bem como as letras para West Side Story e Gypsy.
Sondheim tem material escrito para filmes, incluindo o filme Reds de 1981, para o qual ele contribuiu com a canção "Goodbye For Now". Ele também escreveu cinco músicas para o filme Dick Tracy em 1990, incluindo "Sooner or Later (I Always Get My Man)", de Madonna, que ganhou o Oscar de Melhor Canção Original.
Ele foi presidente da Dramatists Guild de 1973 a 1981. Em comemoração do seu aniversário de oitenta anos, o Teatro do ex-Henry Miller foi rebatizado de Stephen Sondheim Theatre em 15 de setembro de 2010, e a BBC Proms encenou um concerto em sua homenagem. Cameron Mackintosh descreveu Sondheim como "possivelmente o maior letrista  sempre.

## Vida pessoal e morte
Sondheim foi descrito como sendo extremamente introvertido, uma figura em grande parte solitária. Em uma entrevista com Frank Rich, Sondheim disse que  "o sentimento estranho - alguém que as pessoas querem tanto beijar e matar -. ocorreu muito cedo na minha vida". Ele viveu com seu companheiro, Jeff Romley. Sondheim viveu com Peter Jones, um dramaturgo, durante vários anos até 1999.
Sondheim morreu em 26 de novembro de 2021, aos 91 anos de idade, em Roxbury.

## Obras principais
A menos que expressamente indicado, todas as músicas e letras aqui relacionadas são de Stephen Sondheim.
- Saturday Night (1954, embora não produzida até 1997; libreto de Julius J. Epstein e Philip G. Epstein)
- West Side Story (1957) (letras de Sondheim; música de Leonard Bernstein; libreto de Arthur Laurents)
- Gypsy (1959) (letras de Sondheim; música de Jule Styne; libreto de Arthur Laurents)
- A Funny Thing Happened on the Way to the Forum (1962, libreto de Burt Shevelove e Larry Gelbart)
- Anyone Can Whistle (1964, libreto de Arthur Laurents)
- Do I Hear a Waltz? (1965, letras de Sondheim; música de Richard Rodgers; libreto de Arthur Laurents)
- Company (1970, libreto de George Furth)
- Follies (1971, libreto de James Goldman)
- A Little Night Music (1973, libreto de Hugh Wheeler; contém a canção Send in the Clowns)
- Pacific Overtures (1976, libreto de John Weidman)
- Sweeney Todd (1979, libreto de Hugh Wheeler)
- Merrily We Roll Along (1981, libreto de George Furth)
- Sunday in the Park with George (1984, libreto de James Lapine)
- Into the Woods (1987, libreto de James Lapine)
- Assassins (1990, libreto de John Weidman)
- Passion (1994, libreto de James Lapine)
- Bounce (libreto de John Weidman)
- The Frogs - Segunda versão (2004); libreto revisado por Nathan Lane, do libreto de 1974 de Burt Shevelove; contém sete canções novas)

Side by Side by Sondheim, Marry Me A Little, You're Gonna Love Tomorrow e Putting It Together são antologias da obra de Sondheim, como compositor e letrista.

## Prêmios, cargos e homenagens
- Presidiu por oito anos o Dramatists Guild of America.
- Grammy Award por Sweeney Todd (1979).
- Prêmio Pulitzer de Teatro, por Sunday in the Park with George (1985).
- Academy Award por Melhor Canção, "Sooner or Later (I Always Get My Man)" de Dick Tracy (1990)
- Prêmio Kennedy, pelo conjunto da obra (1993).
- Vários Drama Desk Awards e outras premiações menores por suas produções Off-Broadway.

### Prêmio Tony
- Company (1971, Melhor Música, Melhor Letra)
- Follies (1972, Melhor Música)
- A Little Night Music (1973, Melhor Música)
- Sweeney Todd (1979, Melhor Música)
- Into The Woods (1988, Melhor Música)
- Passion (1994, Melhor Música)